# فهرس للعينات الجيولوجية البحرية والبحيرية
فهرس للعينات الجيولوجية البَحرية والبُحيرية هو عبارة عن تعاون قائم بين عشرين مؤسسة و وكالة تقوم بتشغيل مستودعات العينات الجيولوجية. والغرض من قاعدة البيانات هذه هو مساعدة الباحثين في تحديد عينات من قاع البحار و البحيرات و الخطافات و الجرافات و أدوات رفع الوحل أو الرمل في مجموعاتهم.
تتوفر مادة العينة من المؤسسات المشاركة.
تتضمن البيانات معلومات الجمع والتخزين الأساسية. وتم تضمين ملاحظات واضحة وتعليقات وصفية بشأن الخصائص الحجرية وبنية الصخور و العصر و المشرف الرئيسي على البحث و المنطقة و التعرية/التحول وخصائص الزجاج و تعليقات وصفية لبعض العينات. ويتم تقديم ارتباطات لبيانات ومعلومات ذات صلة في المؤسسات و المركز الوطني للبيانات الجيوفيزيائية.
ويتم ترميز البيانات من قِبل مؤسسات فردية، والتي يتلقى العديد منها تمويلاً من المؤسسة الوطنية للعلوم الأمريكية. وللحصول على مزيد من المعلومات، الرجاء النظر إلى قسم بيانات علوم المحيطات و سياسة أخذ العينات التابع للمؤسسة الوطنية للعلوم.
و قد أيدت اللجنة الأوقيانوغرافية الحكومية الدولية و اللجنة المعنية بالتبادل الدولي للبيانات و المعلومات الأوقيانوغرافية (IODE-XIV.2) الفهرس.
ويتم الحفاظ على الفهرس بواسطة المركز الوطني للبيانات الجيوفيزيائية، إلى جانب ترتيبه أبجديًا بواسطة مركز البيانات العالمي للجيولوجيا و الجيوفيزياء البحريتين والجلمود و الكولورادو. ويعتبر المركز الوطني للبيانات الجيوفيزيائية جزءًا من الدائرة الوطنية للأقمار الاصطناعية البيئية و البيانات و المعلومات في مجال البيئة و الخاصة بالإدارة الوطنية لدراسة المحيطات و الغلاف الجوي، وزارة التجارة الأمريكية.
وتتوفر عمليات تنزيل الأبحاث و البيانات من خلال واجهة JSP و ArcIMS. ومن الممكن تنزيل تحديدات البيانات بتنسيق محدد بعلامات جدولة أو ملف شكلي، و ذلك تبعًا للواجهة المستخدمة. كما تتوفر واجهتا WMS و WFS.
وقد تم إنشاء الفهرس في عام 1977 استجابة لاجتماع منسقي العينات الجيولوجية البحرية، الذي أشرفت عليه المؤسسة الوطنية للعلوم التابعة للولايات المتحدة. وتواصل مجموعة المنسقين عقد جلسات الاجتماع كل 2-3 سنوات.

## موقع الويب
- فهرس قاعدة بيانات العينات الجيولوجية البحرية والبُحيرية

## المؤسسات المشاركة
- مؤسسة أنتاركتيكا للبحوث، جامعة ولاية فلوريدا
- معهد بيدفورد لعلوم المحيطات، كندا
- مركز بيرد بولار للأبحاث، جامعة ولاية أوهايو
- مرصد الأرض لامونت دوهيرتي، جامعة كولومبيا
- المستودع الوطني لقاع البحيرات، جامعة مينيسوتا
- برنامج حفر المحيطات/مشروع الحفر في البحر العميق
- جامعة ولاية أوريغون، كلية علوم المحيطات وفيزياء الغلاف الجوي
- معهد سكريبس لعلوم المحيطات
- جامعة رود آيلاند، كلية الدراسات العليا لعلوم المحيطات
- مستودع الساحل الغربي التابع لدائرة المساحة الجيولوجية في الولايات المتحدة
- مستودع الساحل الشرقي التابع لدائرة المساحة الجيولوجية في الولايات المتحدة
- مؤسسة وودز هول لعلوم المحيطات
- القائمة الكاملة للمشاركين